# Valle de Aburrá
Valle de Aburrá är en dal i Colombia.   Den ligger i departementet Antioquía, i den centrala delen av landet, 240 km nordväst om huvudstaden Bogotá.